# Come ammazzare la suocera
Come ammazzare la suocera è un libro umoristico di Antonio Amurri.

## Edizioni
- Antonio Amurri, Come ammazzare la suocera, Arnoldo Mondadori Editore, 1986.